# Julius Wilhelm
Pour les articles homonymes, voir Wilhelm.
Julius Wilhelm (né le 22 février 1871 à Vienne, mort le 20 mars 1941 dans la même ville) est un librettiste autrichien.

## Biographie
Julius Wilhelm connaît son premier succès en 1903 avec l'opérette Frühlingsluft composée par Ernst Reiterer d'après les airs de Josef Strauss. Il travaille principalement à Vienne avec les compositeurs Béla Laszky, Philipp Silber, Bruno Hartl, Erwin Straus, Bernard Grün et le chanteur Hans Duhan. Il a ensuite moins de succès avec ses comédies. Der goldene Vogel, composé par Leo Fall, avec Elisabeth Rethberg et Richard Tauber, s'arrête après huit représentations.

## Œuvre
- 1902: Die ledige Frau. Livret avec Josef Siegmund. Musique de Richard Haller.
- 1902: Was ein Frauenherz begehrt. Livret avec Louis Gundlach. Musique de Ernst Reiterer d'après Josef Strauss.
- 1903: Frühlingsluft. Livret avec Karl Lindau. Musique de Ernst Reiterer.
- 1904: Die Eisjungfrau. Livret avec Karl Lindau. Musique de Josef Hellmesberger (d'après Gustave Adolph Kerker).
- 1904: Wien bei Nacht. Livret avec Karl Lindau. Musique de Josef Hellmesberger.
- 1906: Mutzi. Livret avec Robert Pohl. Musique de Josef Hellmesberger.
- 1908: Drei kleine Mädel. Musique de A. Béla Laszky.
- 1908: Die Paradiesvögel. Livret avec A. M. Willner. Musique de Philipp Silber.
- 1909: Die Sprudelfee. Livret avec A. M. Willner. Musique de Heinrich Reinhardt.
- 1909: Brüderlein fein. Musique de Leo Fall.
- 1910: Schneeglöckchen. Livret avec A. M. Willner. Musique de Gustave Adolph Kerker.
- 1910: Eine göttliche Nacht. Musique de Hermann Dostal.
- 1911: Alt-Wien. Livret avec Gustav Kadelburg et M. A. Weikone. Musique d'Emil Stern d'après Joseph Lanner.
- 1911: Der Zigeunerprimas. Livret avec Fritz Grünbaum. Musique d'Emmerich Kálmán.
- 1912: Dorette. Livret avec Heinrich von Waldberg. Musique de Bruno Hartl.
- 1916: Die Winzerbraut. Livret avec Leo Stein. Musique d'Oskar Nedbal.
- 1916: Urschula. Livret avec Bela Jenbach. Musique de Hermann Dostal.
- 1917: Durchlaucht gastiert. Avec Paul Frank.
- 1918: Der Schuster von Delft. Livret avec A. M. Willner. Musique de Benito Bersa.
- 1919: Die Verliebten. Musique de Ralph Benatzky.
- 1919: Die Blume von Tokio. Musique de Béla Laszky.
- 1920: Der goldene Vogel. Livret avec Paul Frank. Musique de Leo Fall.
- 1922: Ludwig XIV. Avec Paul Frank.
- 1923: Mozart. Livret avec Paul Frank. Musique de Hans Duhan.
- 1929: Der König vom Moulin Rouge. Livret avec Peter Herz. Musique de Leo Ascher.
- 1930: Böhmische Musikanten. Livret avec Peter Herz. Musique de Bernard Grün.
- 1931: Das Spitzentuch der Königin. Livret avec Rudolf Österreicher. Musique de Johann Strauss, adaptation de Karl Pauspertl.
- 1932: Freut Euch des Lebens. Livret avec Peter Herz. Musique de Bernard Grün (d'après Johann Strauss et Josef Strauss).
- 1933: Der Königsleutnant. Livret avec Peter Herz et Paul Frank. Musique de Fred Raymond.
- 1935: Drei Husaren. Livret avec Peter Herz et Paul Frank. Musique de Erwin Straus.
- 1936: Gaby. Livret avec Bela Jenbach. Musique de Bernard Grün.